# Legislatura de Liberia
La Legislatura de Liberia (También denominada Asamblea Nacional de Liberia) es la legislatura bicameral del país africano de Liberia. Sesiona en el Edificio del Capitolio, en Monrovia.
Basada en el Congreso de Estados Unidos, consta del Senado (Cámara Alta) y la Cámara de Representantes (Cámara Baja). Según el artículo III de la Constitución de Liberia, la Legislatura se considera una de las tres ramas del gobierno liberiano, debiendo estas tres ramas ser iguales y estar coordinadas según el principio de controles y equilibrio.
La Cámara de Representantes está compuesta por 73 miembros, mientras el Senado tiene 30 legisladores. Tanto los miembros del Senado como de la Cámara de Representantes se designan mediante elección directa. Los Representantes a la Cámara se eligen para un mandato de seis años, mientras los Senadores para uno de nueve años; se permite la reelección indefinida.

## Historia
La Legislatura se estableció desde la Constitución de 1847, que declaró la Independencia del país. A lo largo de su historia, la Legislatura ha exhibido sus poderes en muchos casos y en ocasiones para destituir al Presidente. En 1871, el presidente Edward James Roye fue derrocado y, seguidamente, el vicepresidente Joseph Jenkins Roberts fue juzgado por la Cámara para evitar otro presidente de piel oscura.
En 1900, la Legislatura y el Gabinete se opusieron a las políticas internas del presidente William David Coleman, forzando su renuncia. Más adelante, en 1930, la Cámara inició un juicio político contra el Presidente Charles D. B. King, involucrado en un escándalo de esclavismo, quien renunció antes de ser juzgado.
Los expertos creen que, en general, la Legislatura fue verdaderamente democrática hasta 1944, el inicio del gobierno de William Tubman. Tubman impulsó la elección de miembros analfabetos que accedían a todas sus exigencias y desconocían sus poderes y responsabilidades como legisladores. A partir de allí, la mayoría de candidatos a la Legislatura eran caciques electorales, que no fueron elegidos democráticamente.
La enmienda de 1946 a la Constitución, que buscaba representación para las provincias, fue vista como una medida para diluir aún más los poderes de la legislatura. Hubo muchos casos de corrupción contra el presidente, que se hizo rico y pudo atraer candidatos con dinero. Así mismo, hubo muchos casos en los que a los candidatos de la oposición se les pidió que renunciaran o se les expulsó de la legislatura.

## Legislatura
La Legislatura de Liberia se creó con base al Congreso de Estados Unidos, al igual que la mayor parte del sistema político del país. Es de naturaleza bicameral, en la cual el Senado es la Cámara Alta y la Cámara de Representantes la Cámara Baja.
Hay 15 condados en el país, cada uno de los cuales debe tener mínimo dos Representantes a la Cámara; el número de Representantes se designa de acuerdo con la población. El número total de miembros de la Cámara es de 73, incluyendo al Presidente de la Cámara. Cada uno de los miembros representa un distrito electoral y es elegido por voto popular para cumplir un mandato de 6 años. En cuanto al Senado, cada uno de los 15 condados envía a 2 Senadores, sirviendo para un mandato de nueve años. Al igual que el modelo estadounidense, el Vicepresidente de Liberia es el presidente del Senado, aunque la administración diaria está a cargo del Presidente pro tempore.Sin embargo, hasta las elecciones generales de 2011, a los candidatos elegidos en segundo lugar solo se les permitió cumplir un mandato de seis años.

## Elección
Para poder participar de las elecciones legislativas liberianas, es necesario poseer la ciudadanía liberiana, ser mayor de 18 años al final del período de registro de votantes, estar inscrito en una lista de votantes y residir en el país durante el registro de votantes y el día de la elección. Las personas con enfermedades mentales e incompetencia certificada judicialmente están inhabilitadas para votar.
Para ser elegido Representante a la Cámara se debe ser ciudadano liberiano de nacimiento y tener al menos 25 años, mientras para ser Senador se debe tener mínimo 30 años.
Los requisitos para que los partidos políticos presenten a sus candidatos son que el candidato sea miembro del partido, a la vez que debe presentar candidatos en al menos el 50% de los distritos electorales del país y debe presentar un mínimo de 30% de candidatas mujeres. Las personas individuales que quieran presentarse a las elecciones deben haber obtenido, mínimo, 2% de votos en una elección anterior en la circunscripción en la cual pretenden inscribirse.
Si por cualquier circunstancia el escaño queda vacante, se celebran elecciones parciales dentro de los 90 días siguientes a la vacante, tanto para el Senado como para la Cámara.
Para la Cámara de Representantes, el candidato que haya obtenido la mayor cantidad de votos en cada circunscripción es declarado ganador. Para el Senado, los dos candidatos que hayan obtenido mayor cantidad de votos en cada condado son declarados ganadores.

## Funciones
El artículo III de la Constitución de Liberia estipula que la Legislatura es una de las tres ramas del Gobierno, que deben ser iguales y coordinados sobre la base del principio de controles y equilibrios. La Constitución de Liberia define a la Legislatura como un modelo de descentralización mediante la definición de condados, cuyo objetivo es lograr el crecimiento y el desarrollo nacional.
La legislatura tiene el mandato de reunirse el primer día de diciembre, que coincide con la celebración de la libertad africana.